# 充電器
充電器（じゅうでんき、英: battery charger）は、二次電池を充電するために使用する機器。
化学電池のうち、使用後に外部から電力を供給する事によって逆反応を起こし、使用する前の状態に復帰する事が可能なものを二次電池と呼び、この操作を二次電池の充電と呼び、その充電をするための装置のこと。
二次電池の種類ごとに異なった充電器がある。
その構造はさまざまで、単純な例では、たとえば自動車のバッテリー用の充電器は、基本的には変圧器と整流器と電流計だけで成り立っているものもある。リチウムイオン二次電池用の充電器は、商用電源から充電用の直流電力を作り出す電源装置と、電池の充電を制御する充電制御回路からなる。

## 自動車のバッテリー用
（四輪の）自動車のバッテリーは、12Vのタイプと、24Vのタイプがあるので、それぞれ適したものが販売されている。
古いオートバイでは6Vのバッテリーが使われていたことがあるので、6Vをスイッチで選択可能な充電器もある。

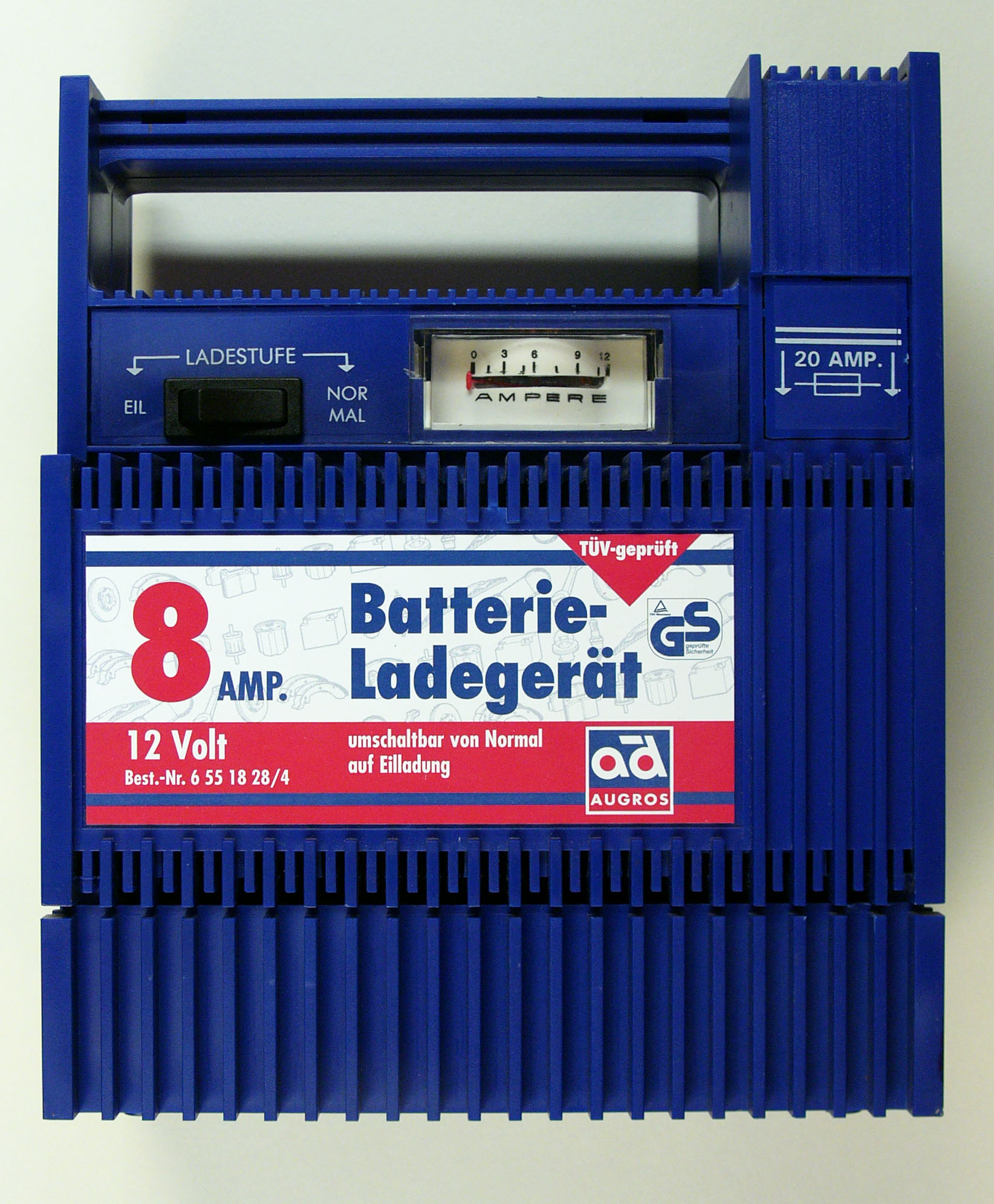
自動車のバッテリーの充電器の例。12 Voltとだけ書かれており、12V専用。これは8Aタイプで、20Aのフューズを使うもの。
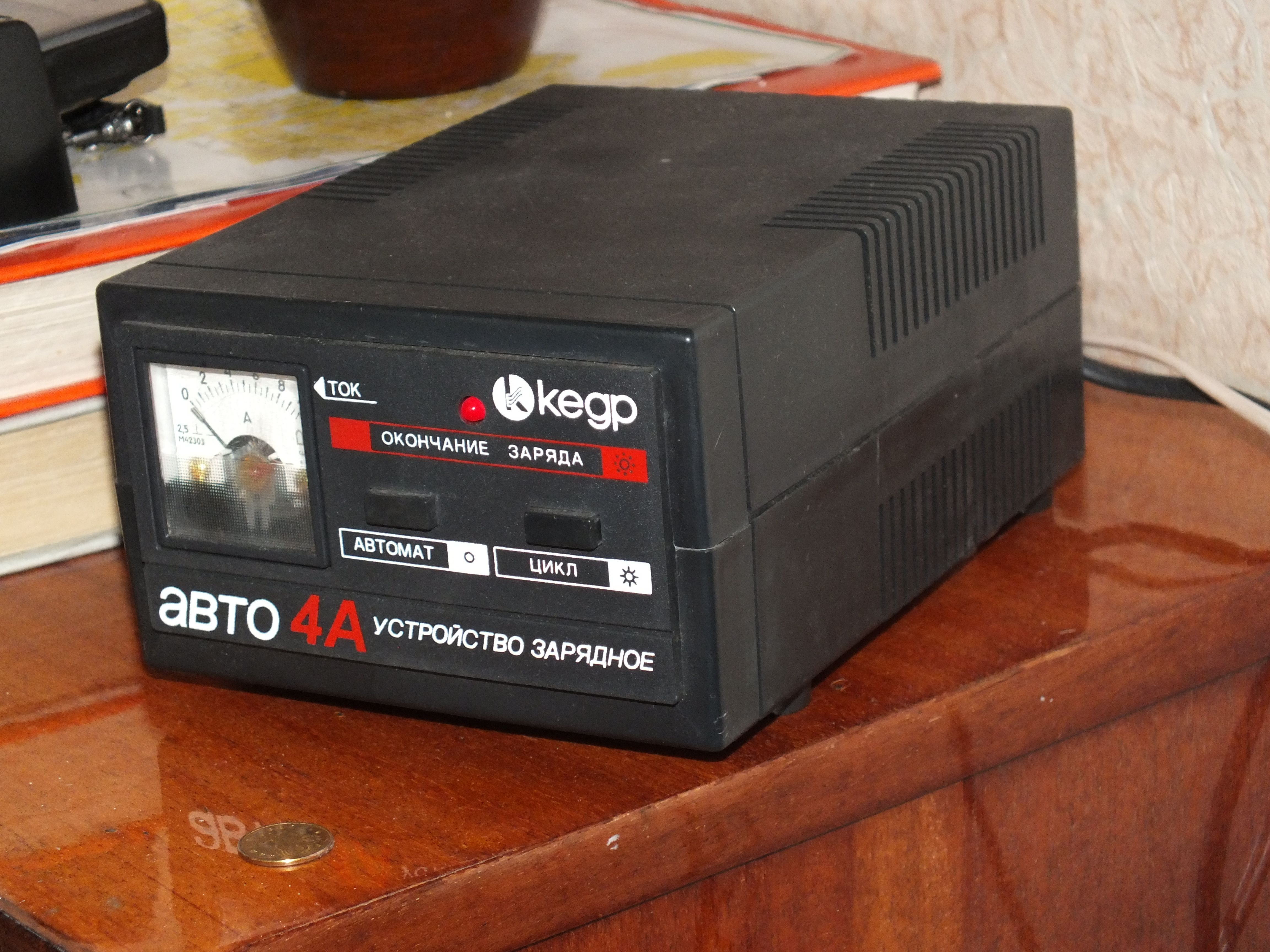
バッテリー充電器（ロシア向け製品）
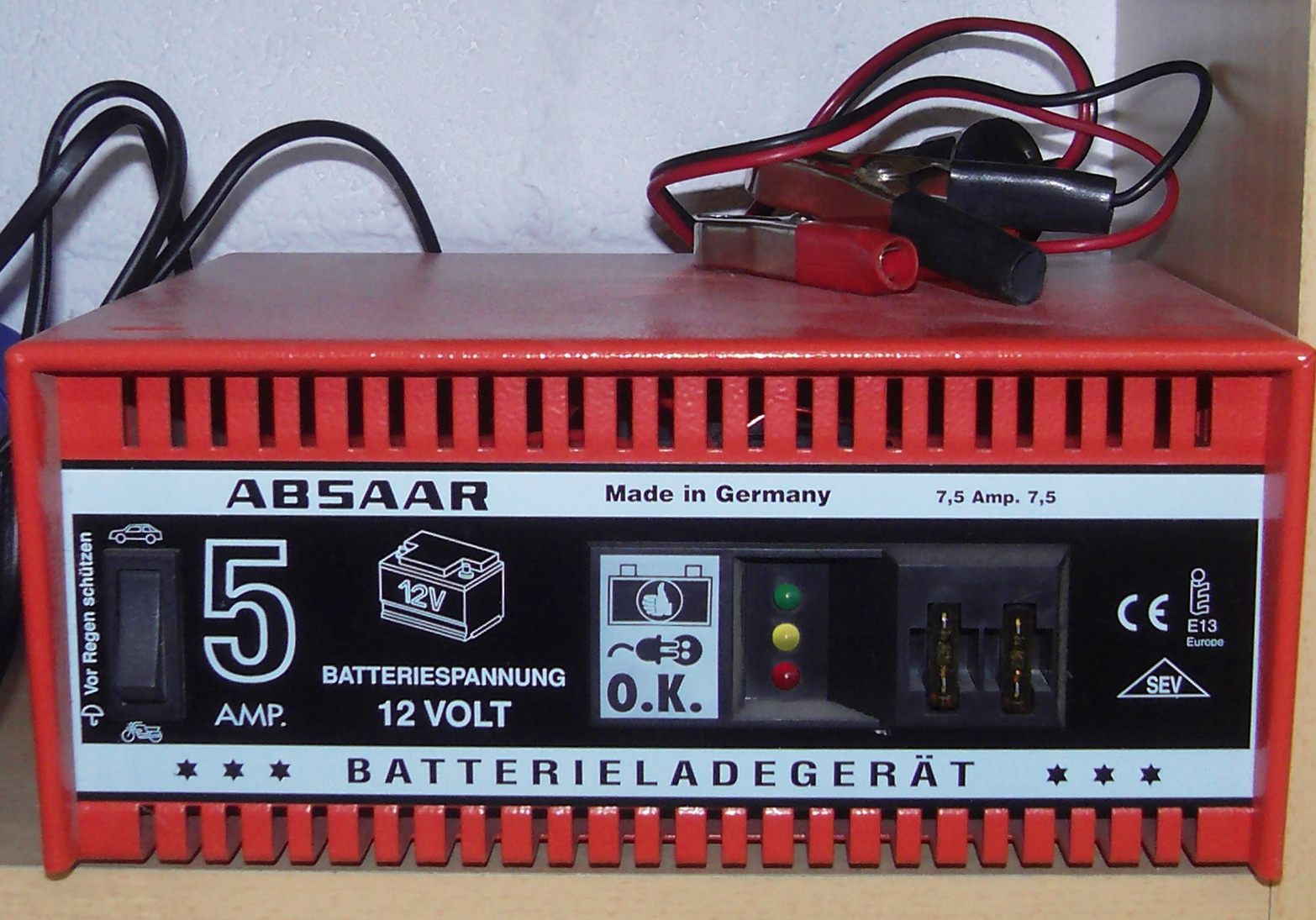
ドイツ製、12V用。

## リチウムイオン二次電池用
使用前に取扱説明書を読む必要があり、自動的に充電を停止する回路がついているか、そうでないかを確認する必要がある。
リチウムイオン二次電池は、過充電に対するマージンが極端に少ないので、大手メーカーの電子機器類に付属する純正の充電器は、大抵は、充電制御回路がついているので自動で充電完了となる。なお、単品で（ホームセンターや、安物を並べて売っている雑貨屋などで）極端に安価で売っているものは充電制御回路がついていないものがあり、これは要注意であり、規定時間でコンセントから抜かないと火災の原因となる可能性がある。
リチウムイオン電池は（ほぼオーダーメイドのように設計されており）電子機器ごとにサイズ、形状が異なるので、基本的には電子機器に最初から付属する形になっていて、その充電器にはその電子機器の電池だけがはまり、他の電子機器の二次電池の充電には（はまらないので、基本的に）使えない。

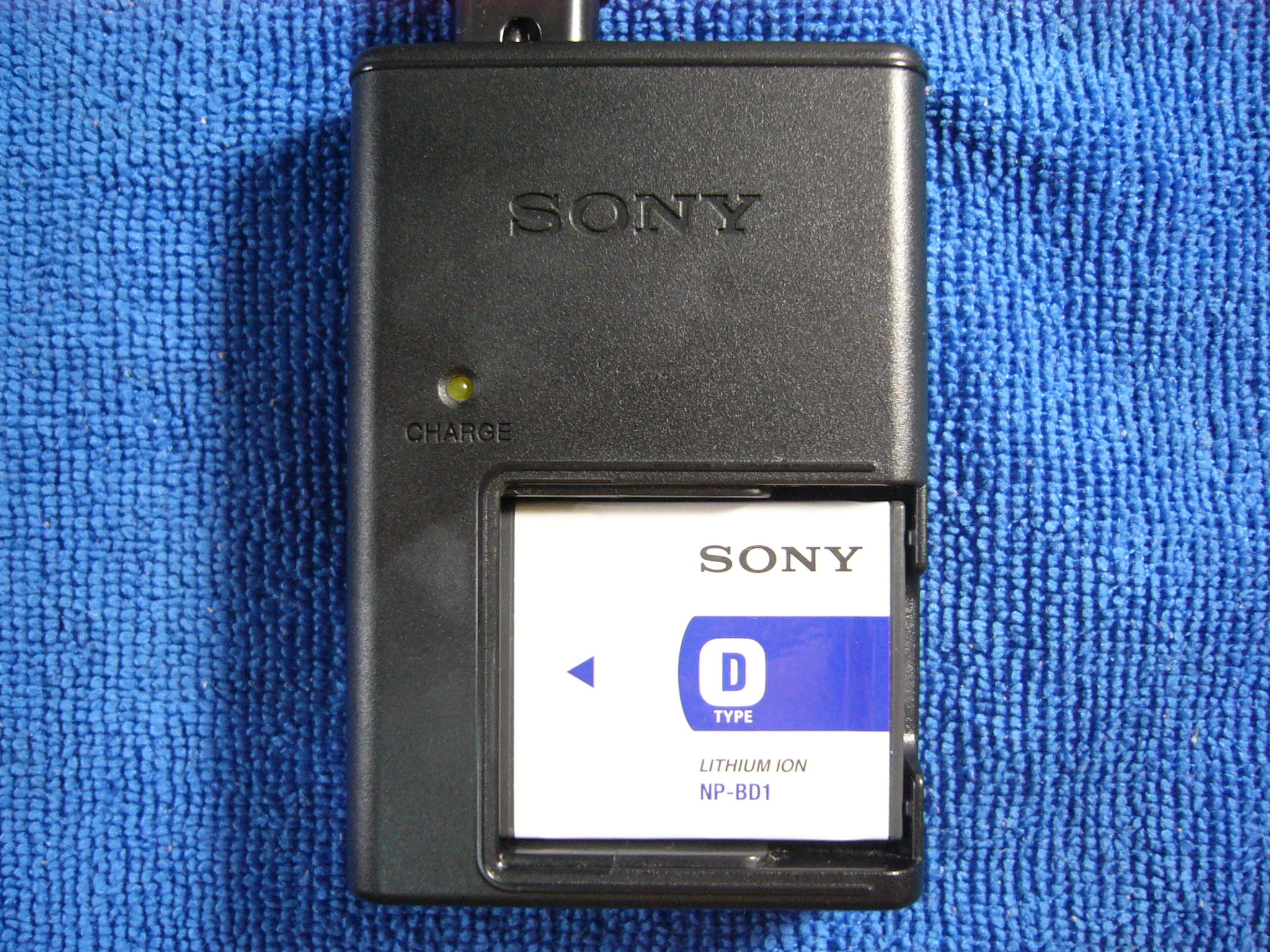
SONYのある電子機器のリチウムイオン電池用の充電器
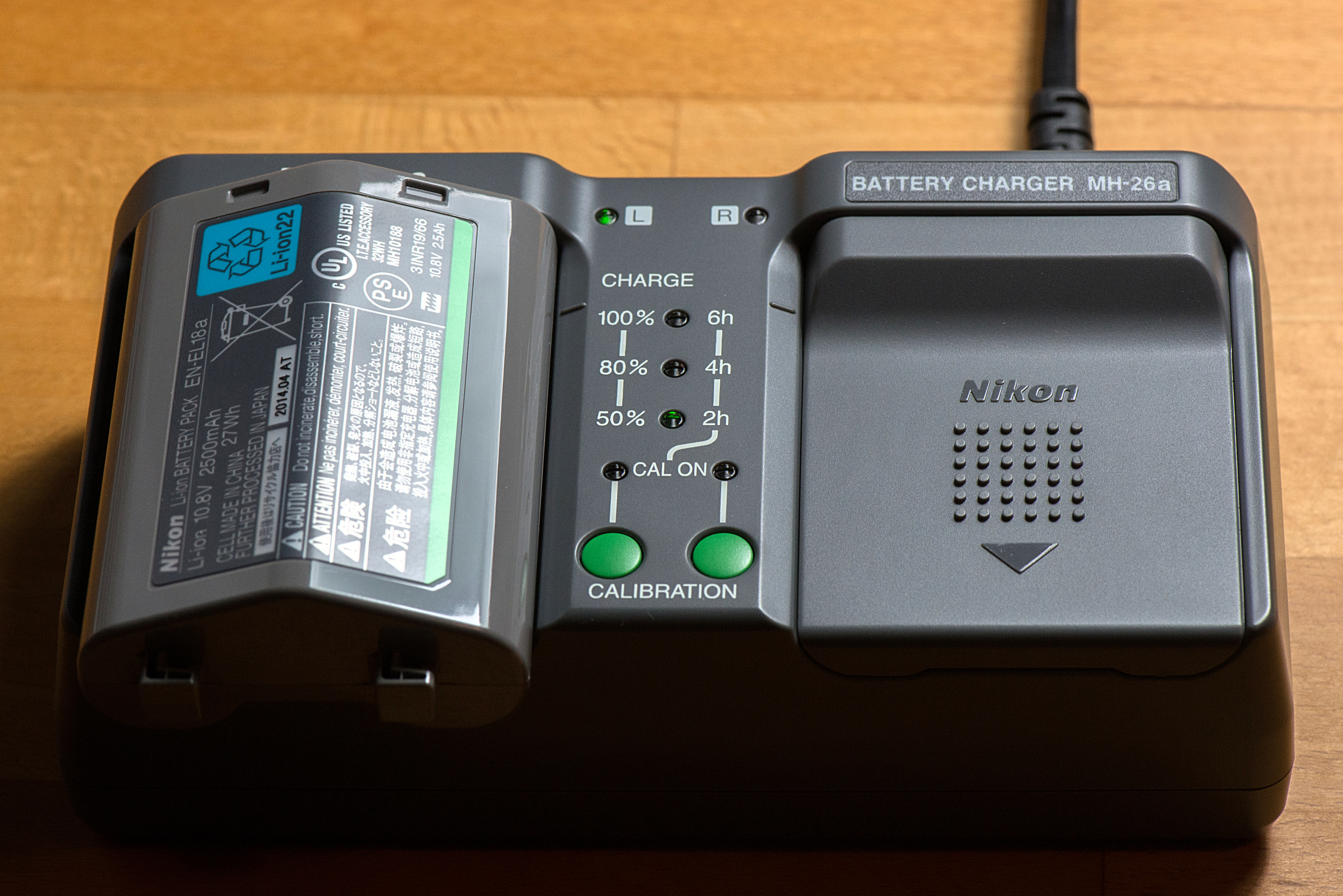
Nikonのある機器のリチウムイオン電池用の充電器
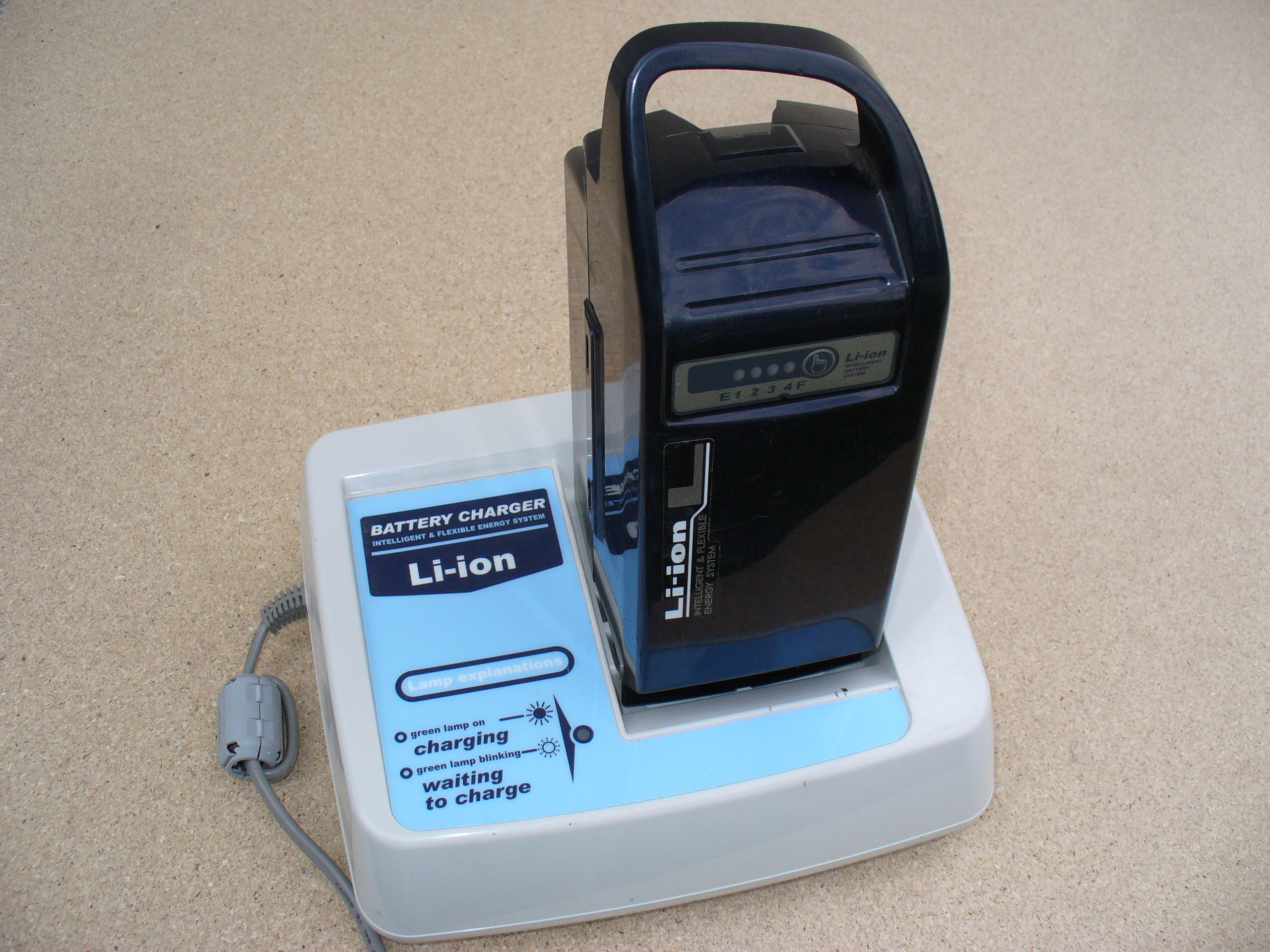
電動アシスト自転車のリチウムイオン二次電池用　充電器

## 単三や単四のニッケル水素電池用
単三型のニッケル水素蓄電池。SANYOのeneloop電池とeneloop充電器の組み合わせは、繊細な充電制御を行い動作が安定しており、放置しても長期間電圧が保たれる性能が飛びぬけて高く、消費者からもプロからも評価が高かった（現在はPanasonicブランドに移行したが、工場などはそのままに経営が変わっただけで内容は同じなので、eneloopと同様に高評価されている）。
それ以外のメーカーのものは、性能はまちまち。数値を明示した「充電器　比較徹底リポート」など類を熟読して調べないと、本当のところは性能が分からない。SANYO（現・Panasonic）以外では、制御の性能がかなり悪い充電器もある（しかも、結構な割合である）ので要注意。比較リポートで高評価のものだけ、例外的に、高評価してもよい、という状態。
性能の良いeneloopを購入したら、充電器もeneloop用（現・Panasonic）を選ぶのが順当であり、それ以外のメーカー製のものを選ぶとせっかくの高価なeneloop電池を傷めてしまうことになりかねない。つまり、「粗悪品を購入したくないが　時間をかけて充電器比較レポート類をじっくり読む気にもなれない」という人は、SANYO→Panasonicブランドを選ぶ、という一択になる。

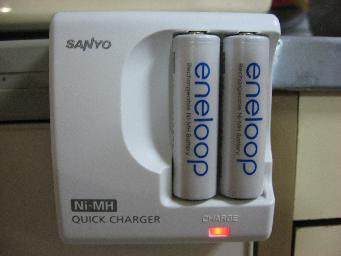
サンヨーのニッケル水素蓄電池用充電器（単三型、単四型兼用）
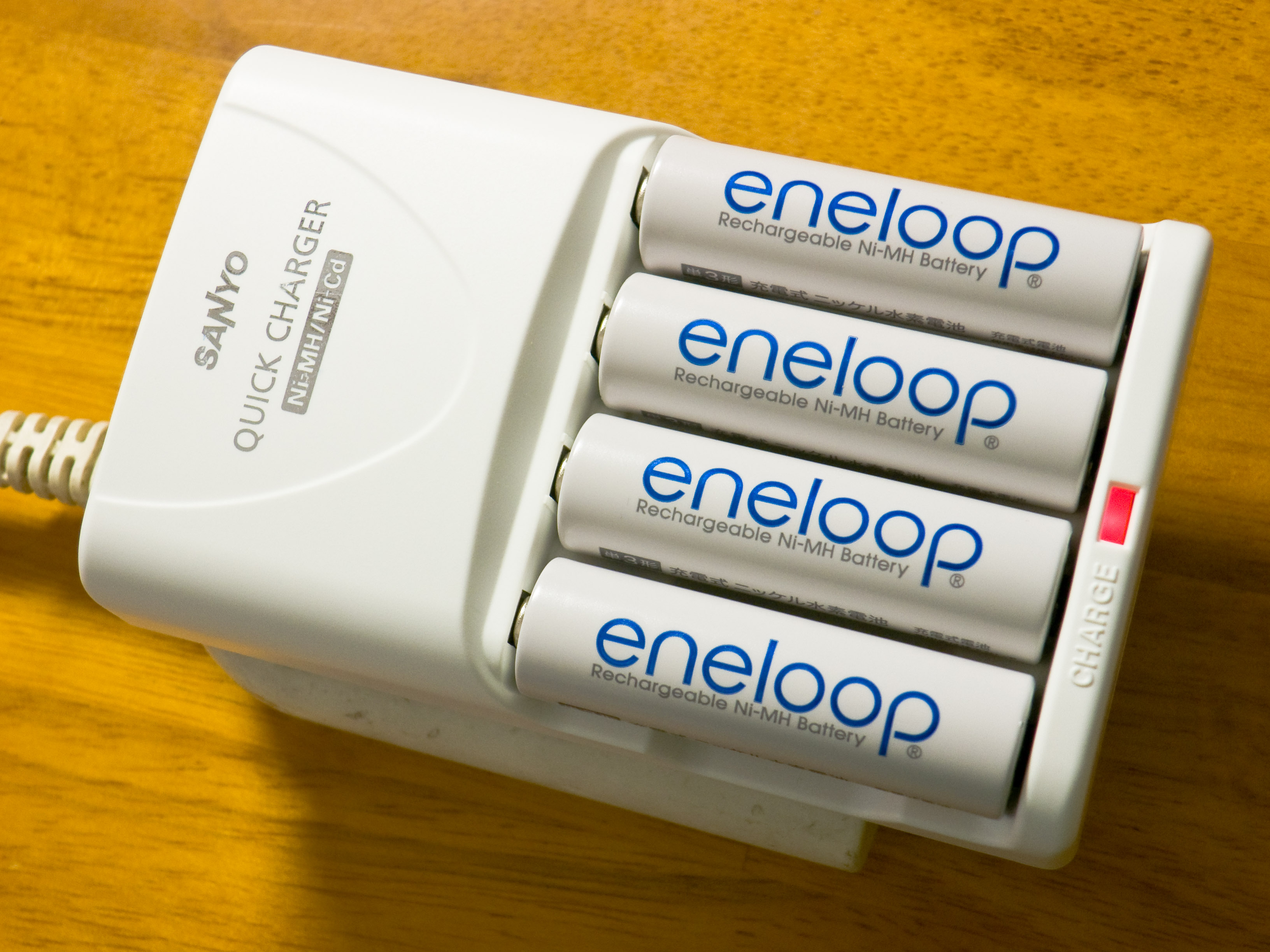
同じくeneloop用充電器（4本同時充電可能タイプ）
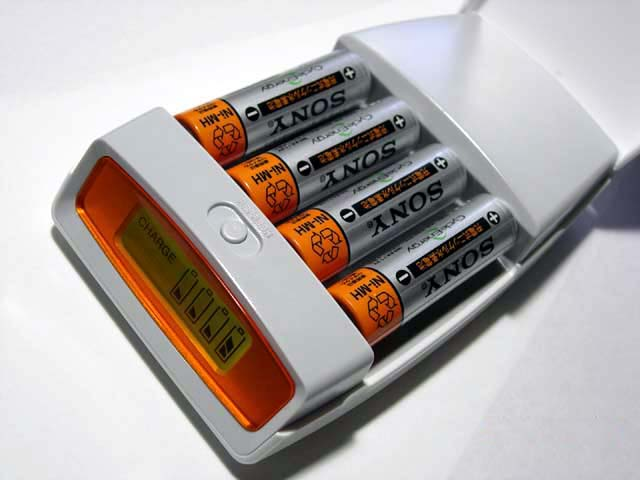
ソニーのニッケル水素蓄電池用充電器（単三型、単四型兼用）

なお、セリアなどにて販売されている100円の充電器は、充電制御回路無しであり、一定時間でコンセントから抜かないと火災の原因となる可能性がある。（なお、高価な充電制御回路つきの充電器は、安全のため、過放電や著しく不活性化した電池を「不良品」と自動判定し、全く充電してくれない場合がほとんどなので、そういった電池（高価な充電器ではかえって充電できなくなった電池）を再充電するために、こうした安物の充電制御回路無しの充電器が役立つことがある。）

## ニッカド単三電池用
ニッケル・カドミウム蓄電池などを標準充電するものなどでは充電制御回路が無い場合もあり、このようなものでは充電の終了を、その経過時間などから人間が判断して充電動作を停止させる必要がある。

## その他用

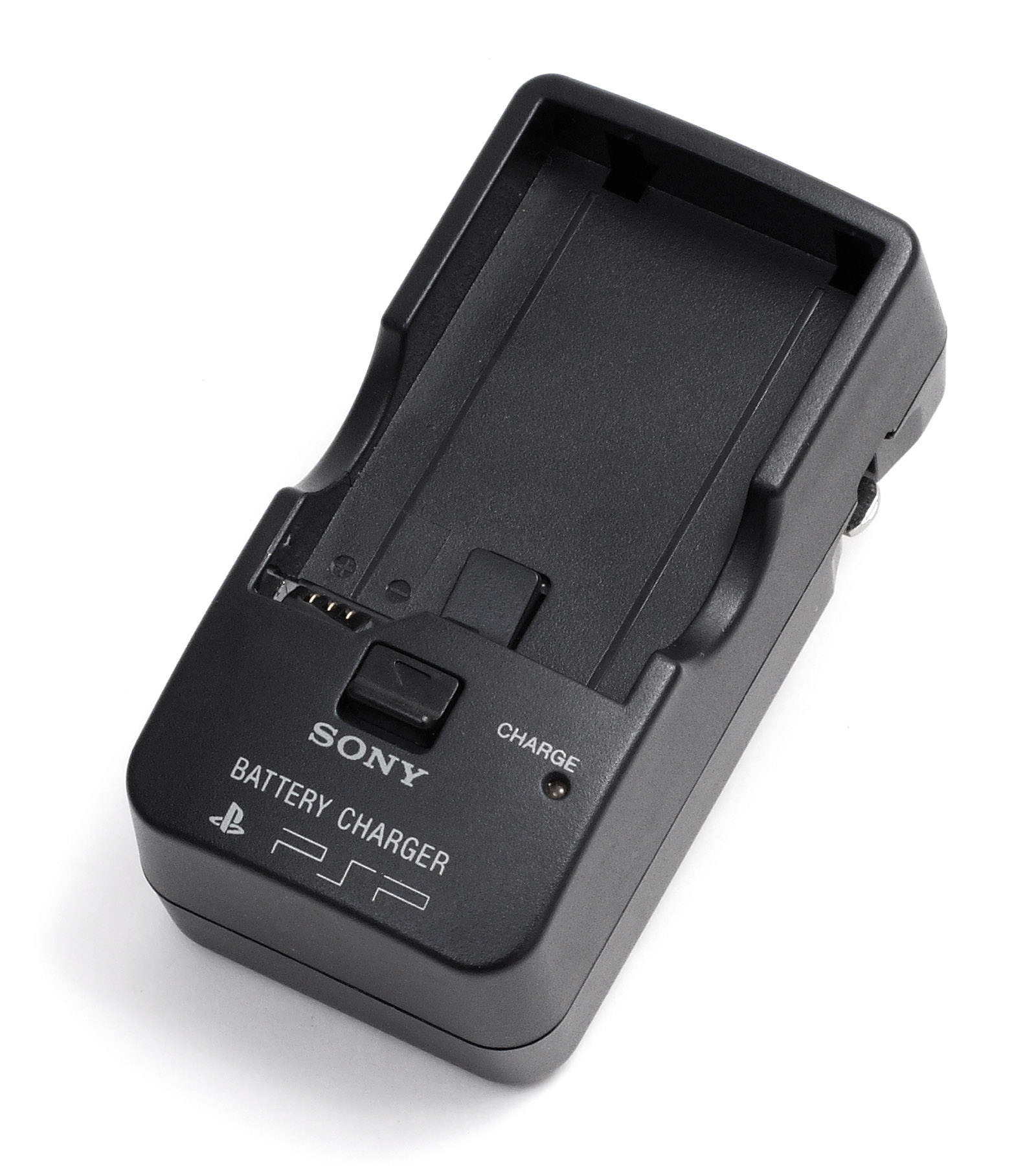
SONYのPlayStation Portable用の充電器
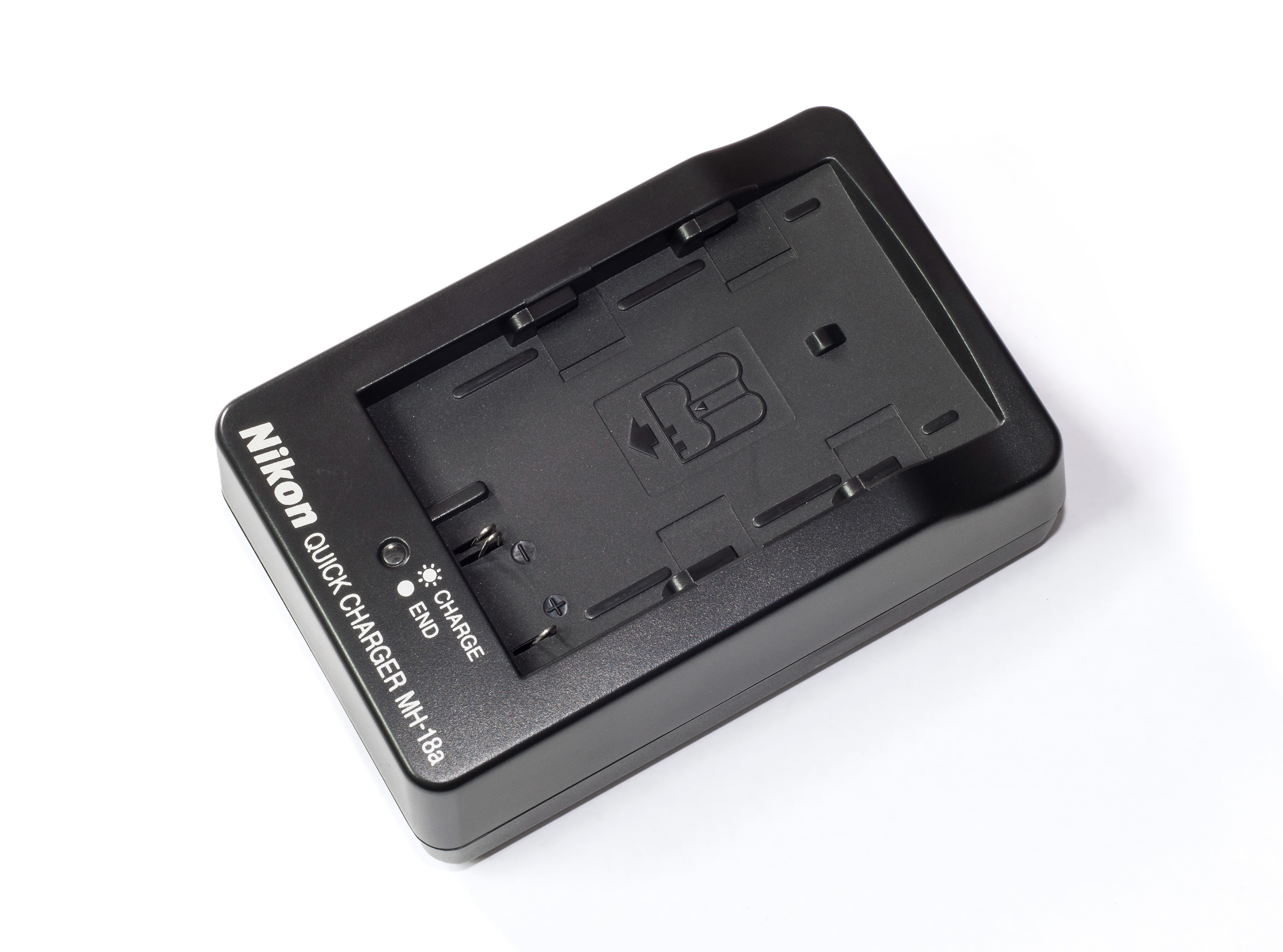
Nikonのカメラ用バッテリーの充電器
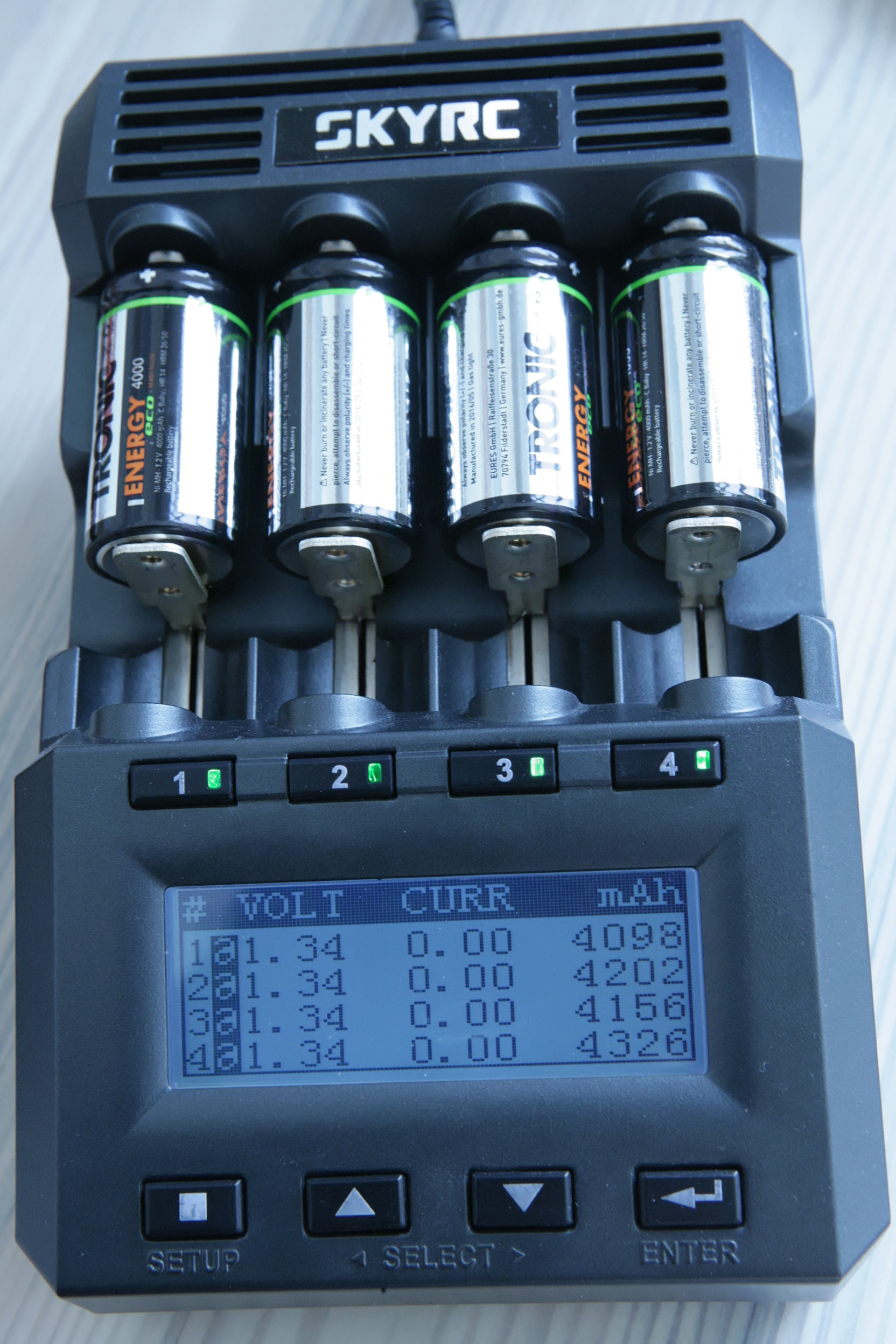
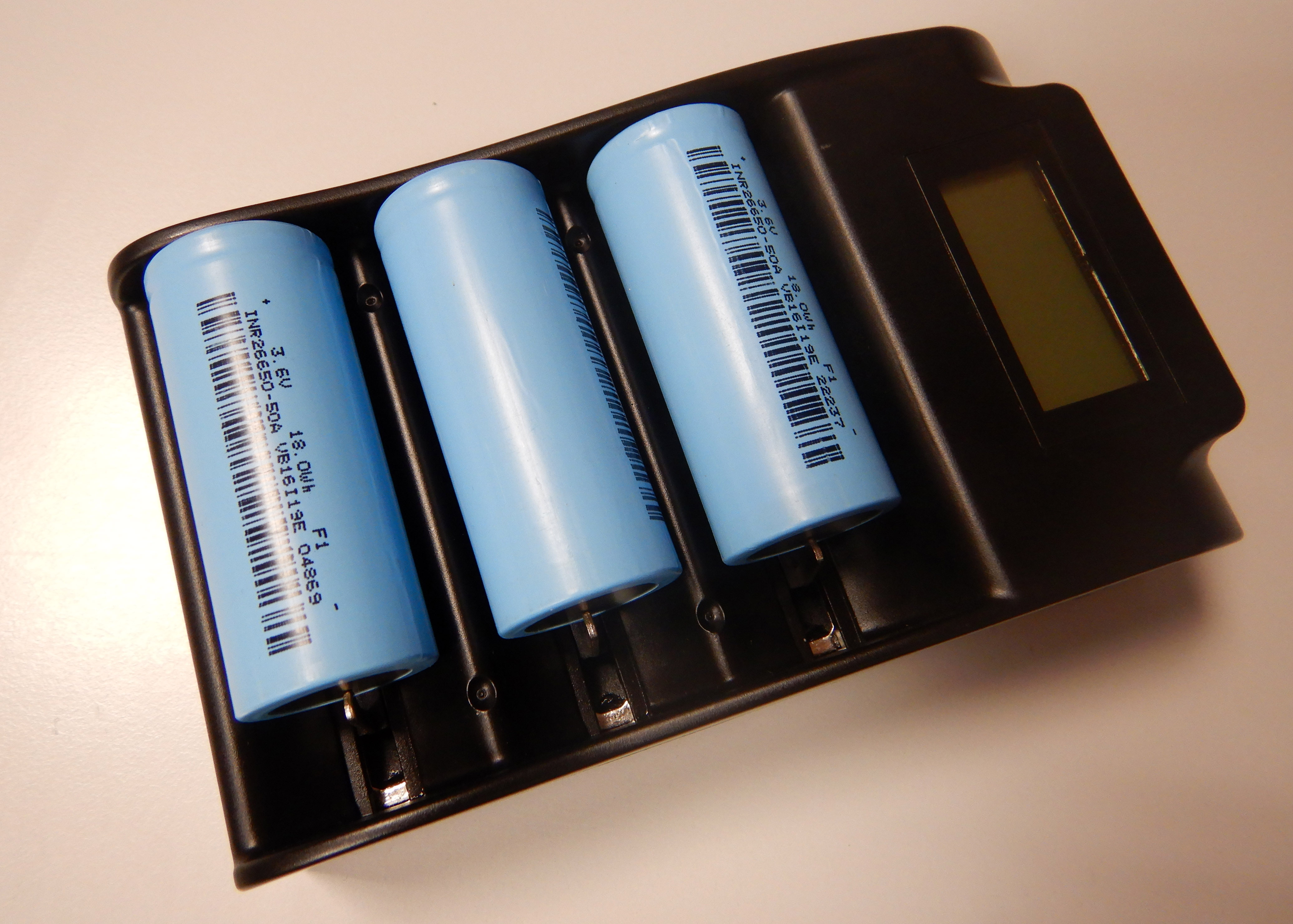
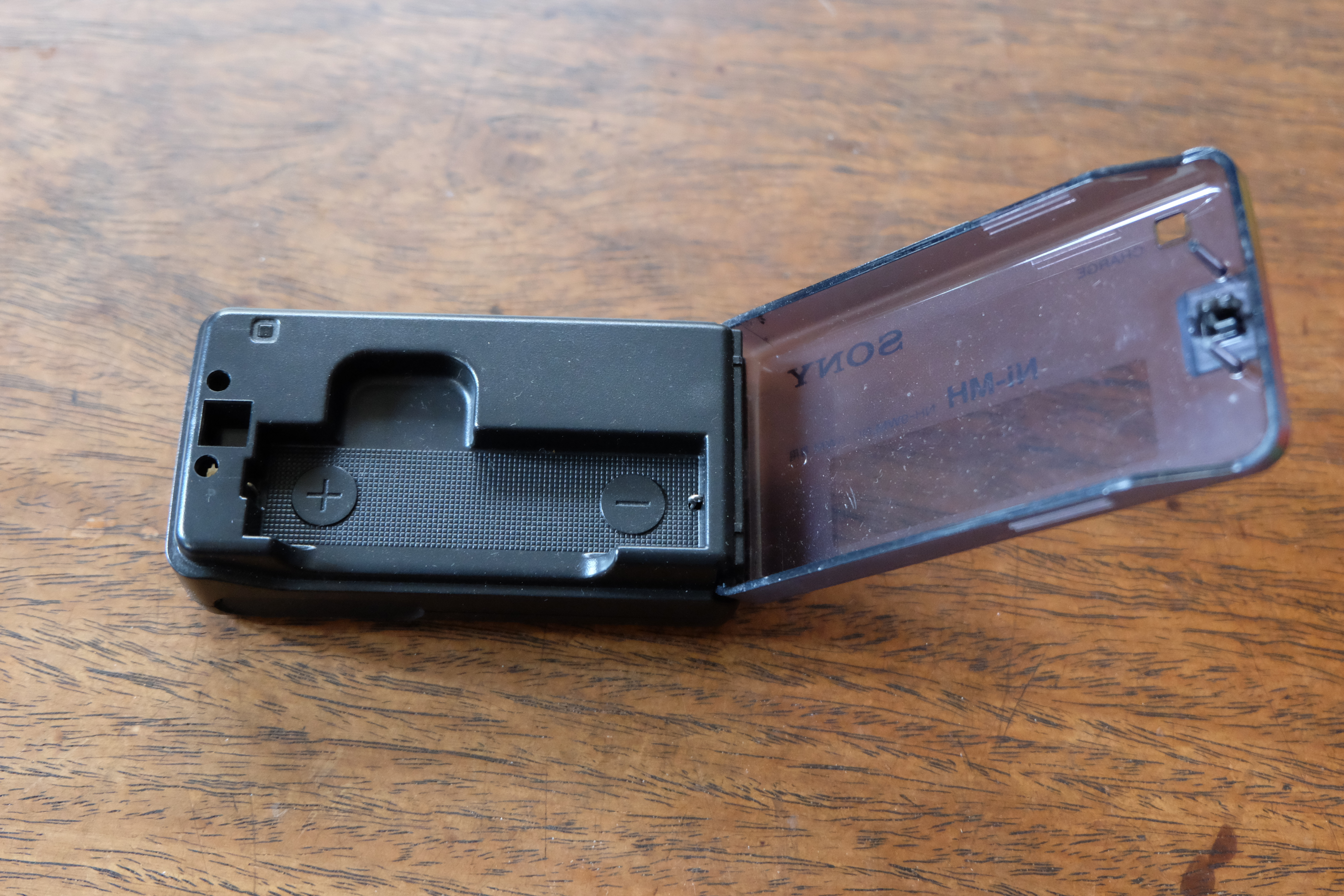
ガム電池用充電器
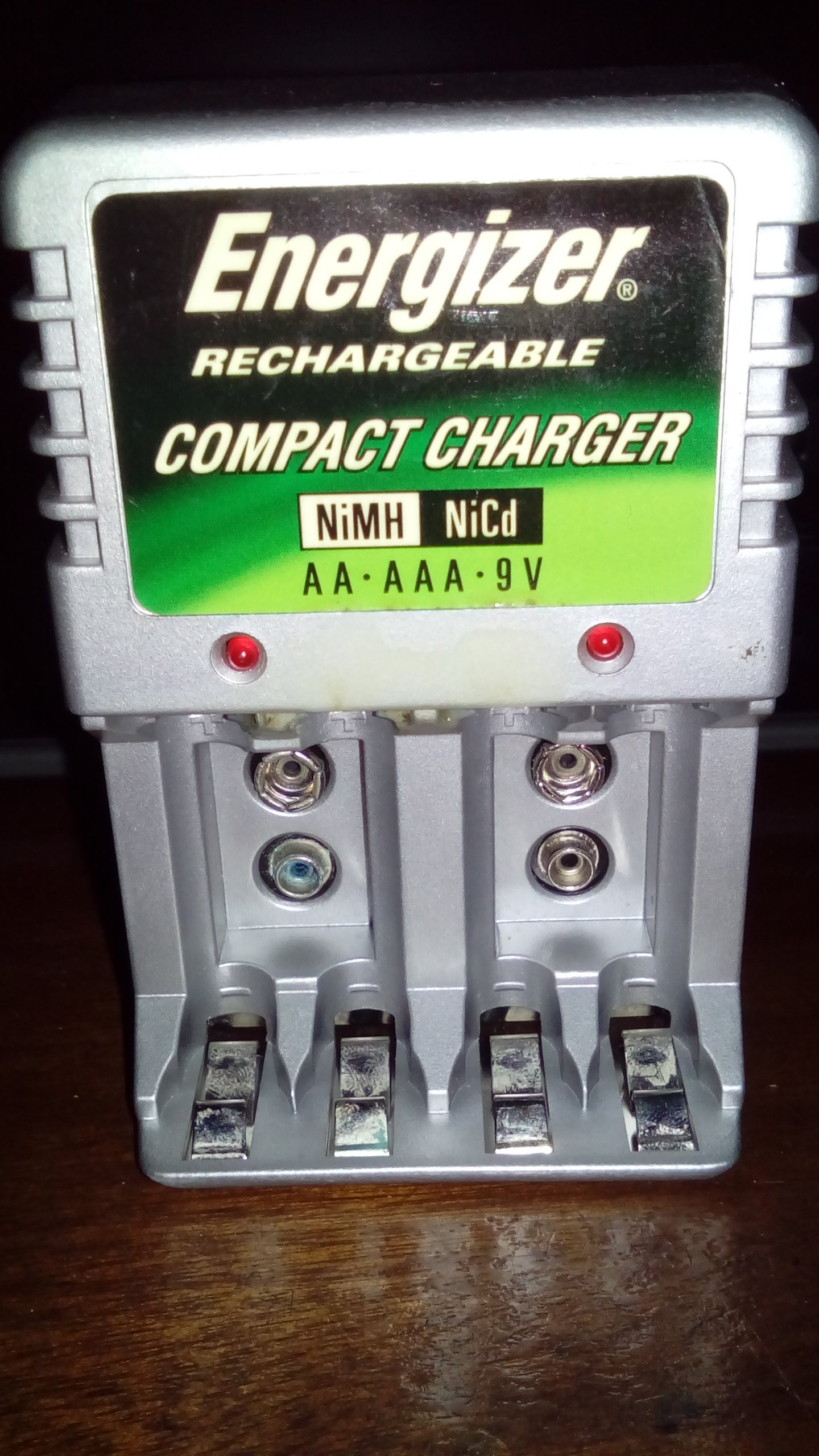
9V二次電池の差し込み口がついたタイプ
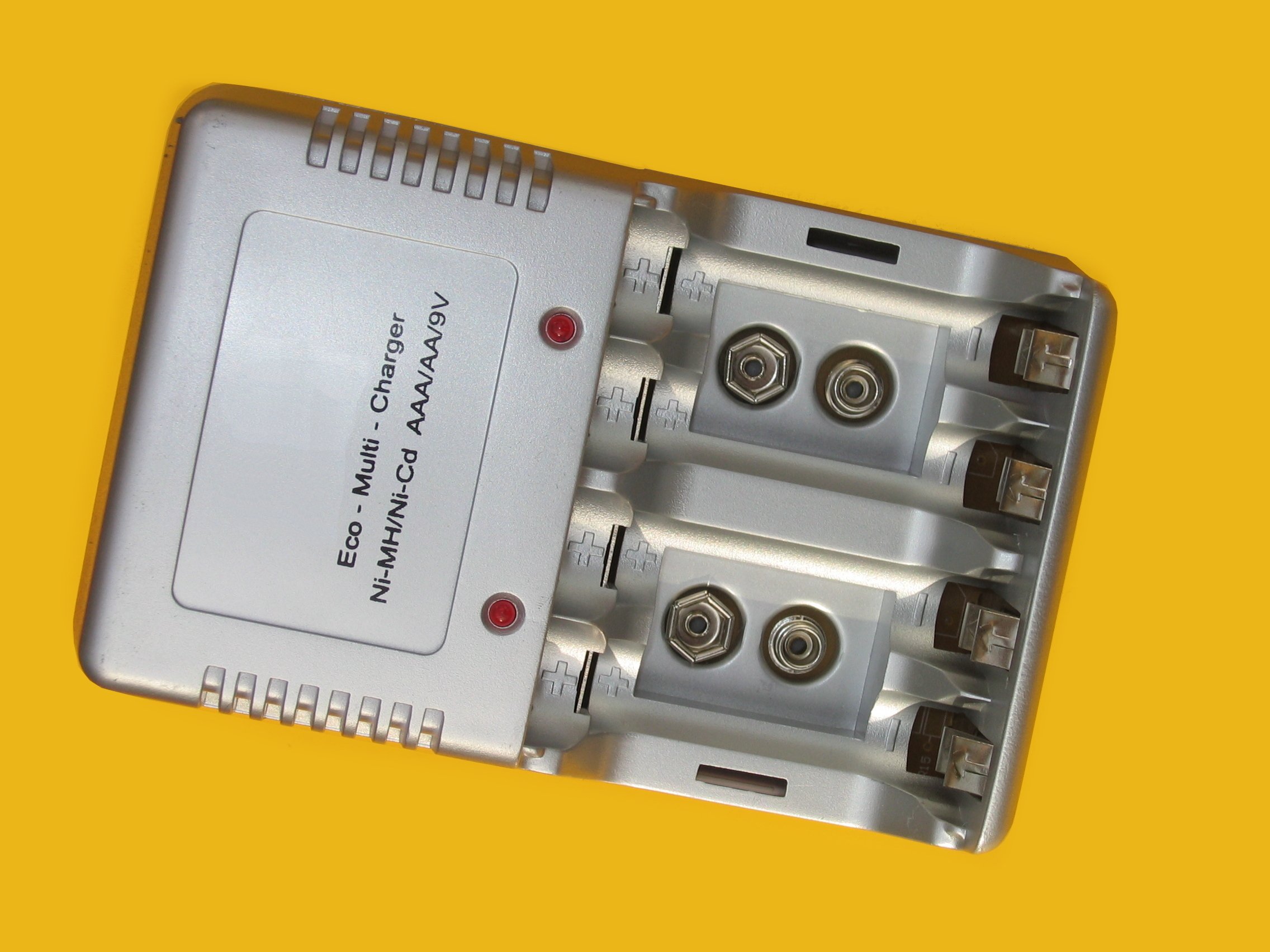
これも9V二次電池用の口がついたタイプ
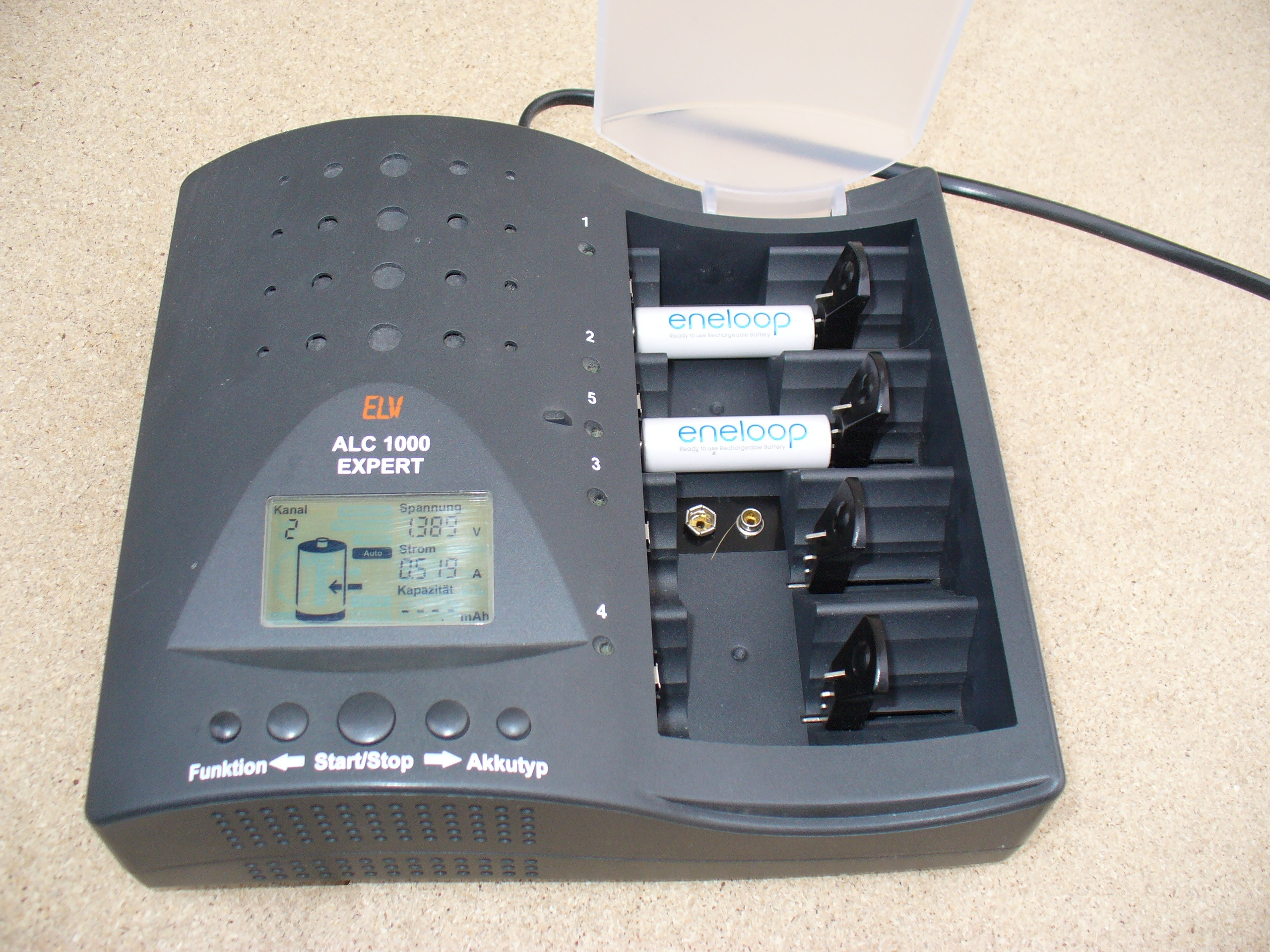
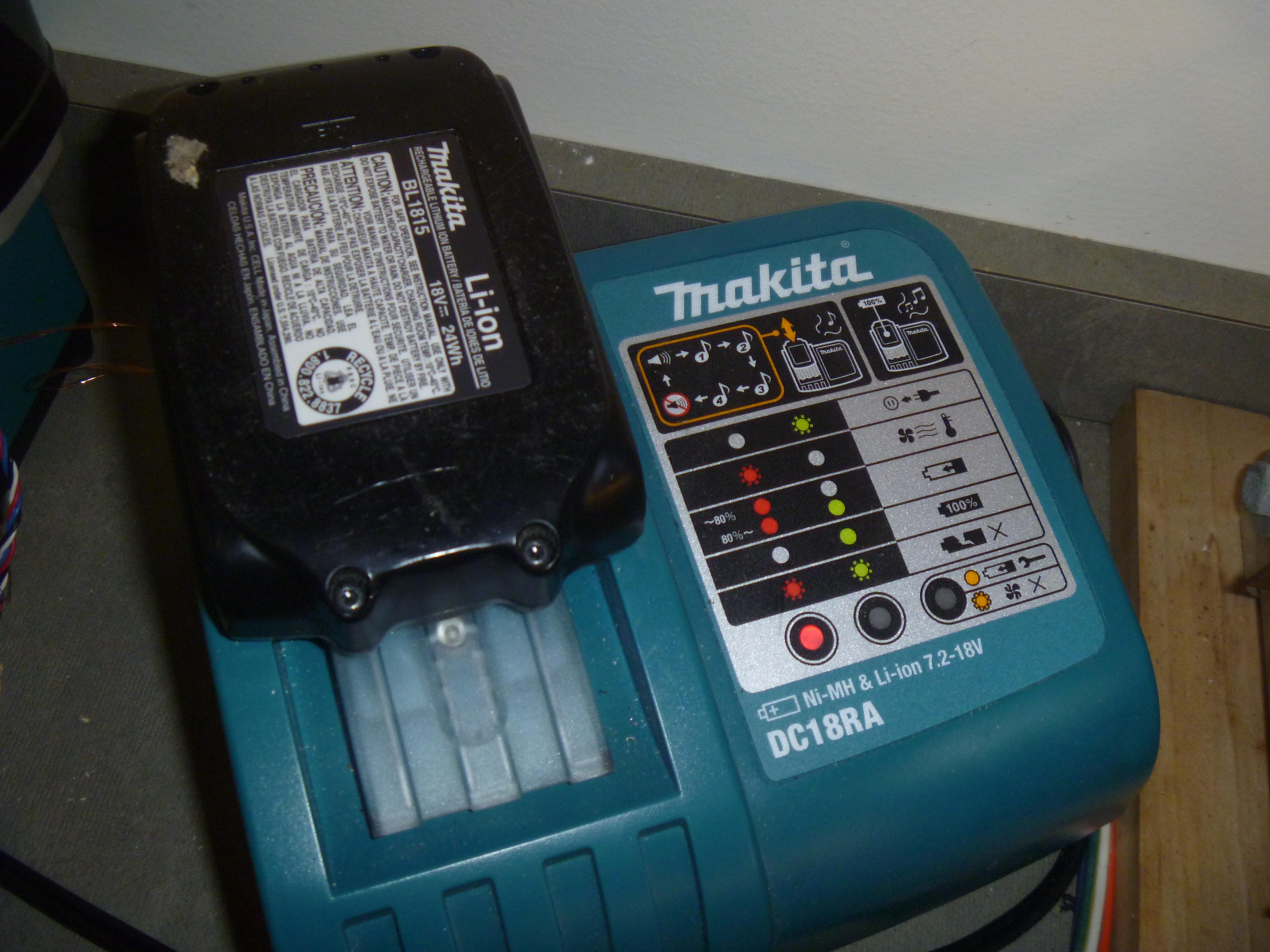
マキタの電動工具用の充電器。リチウムイオン二次電池とニッケル水素電池の兼用。
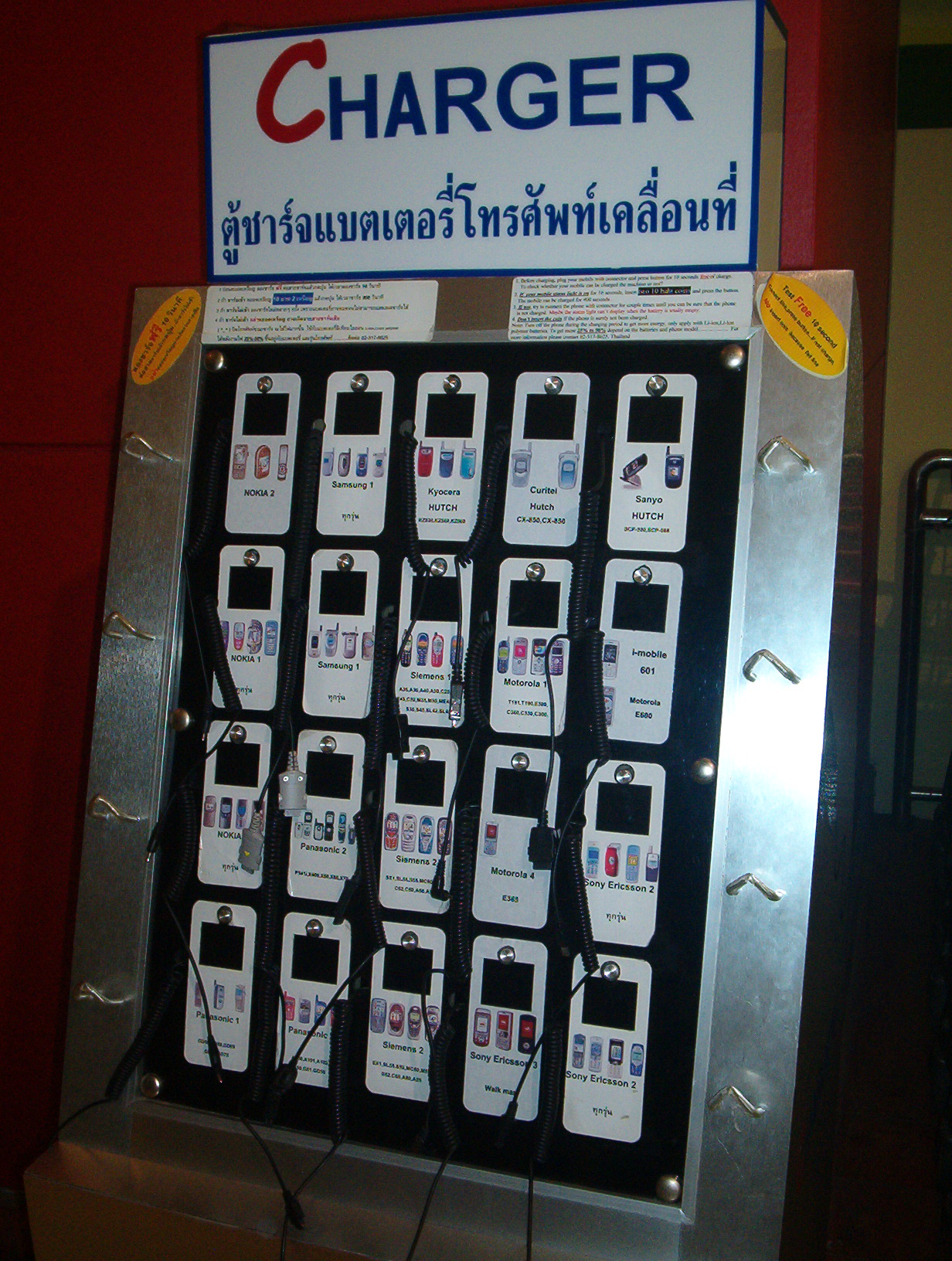
携帯電話を外出先で充電するための充電器（2006年）。多種多様なコネクタ用のスロットが用意されているもの。
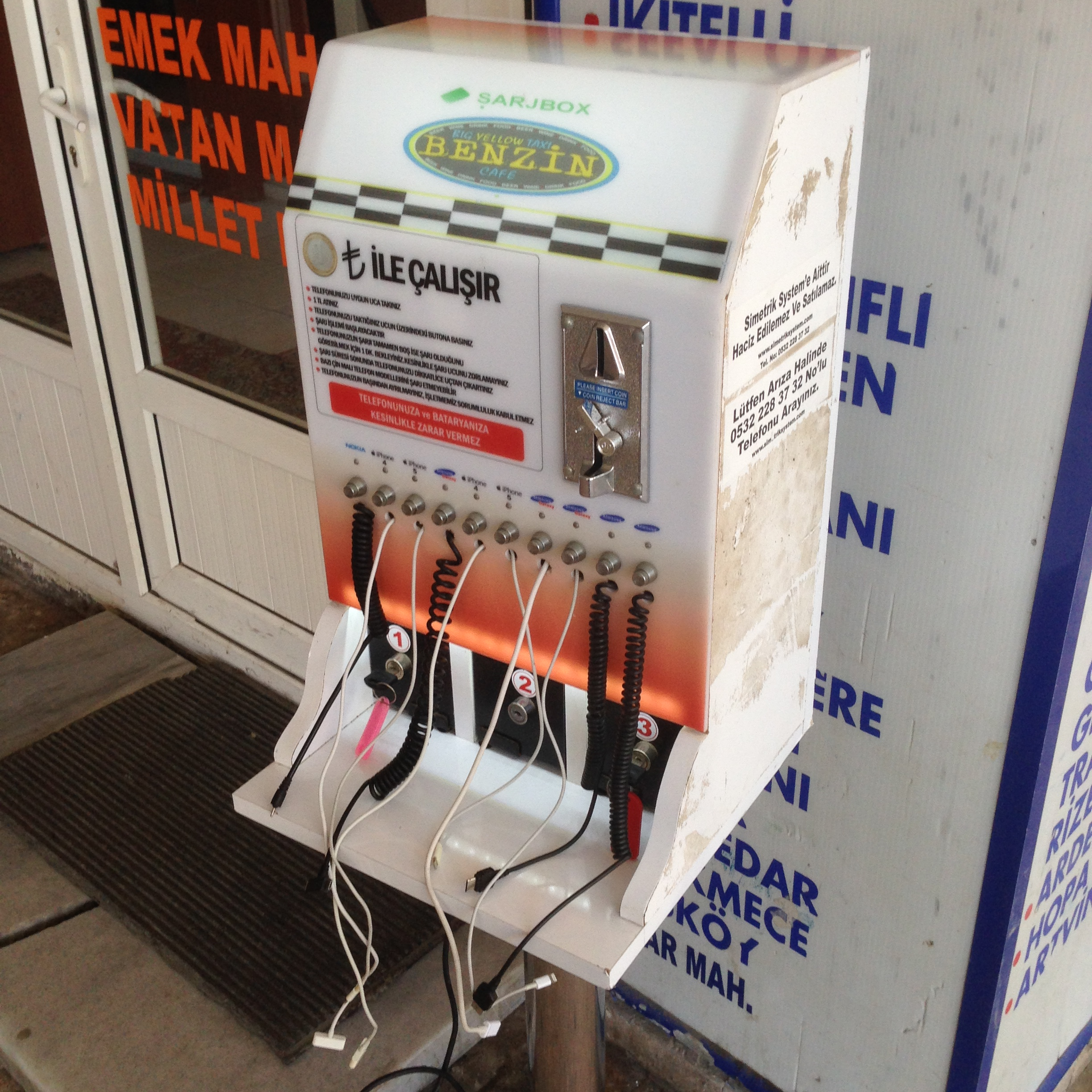
携帯電話、iPhoneなどの有料の充電器（2014年）
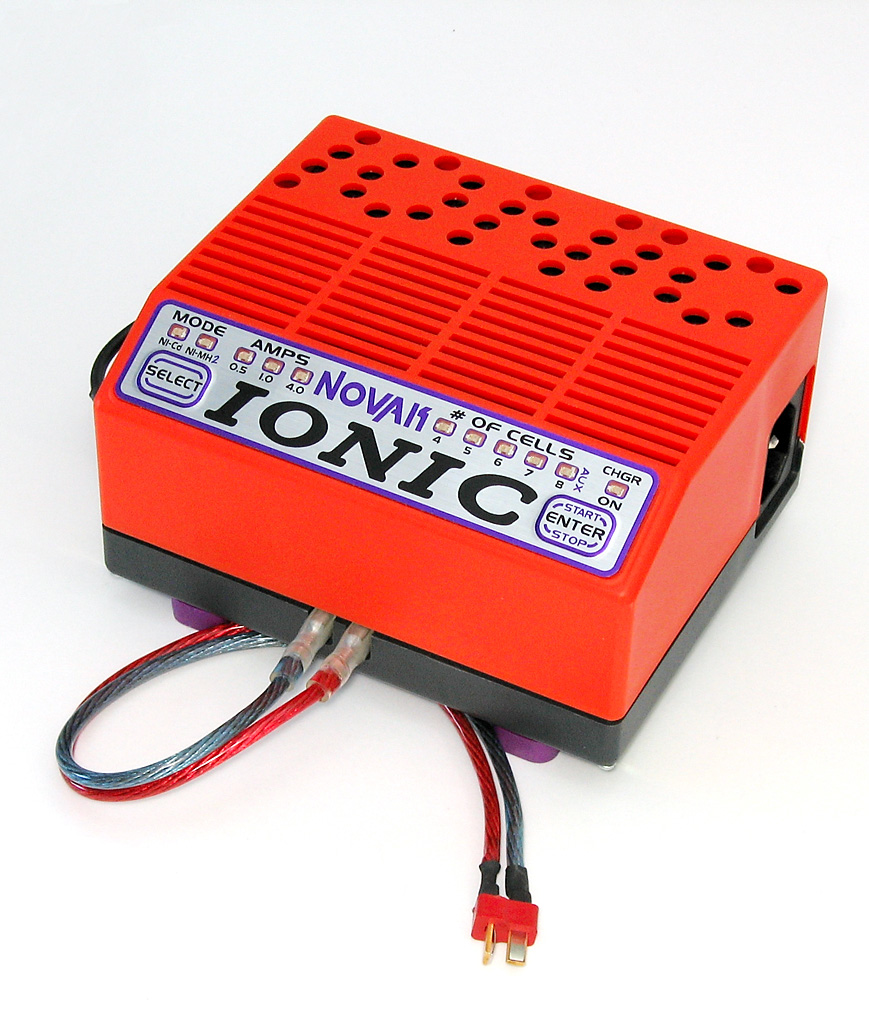
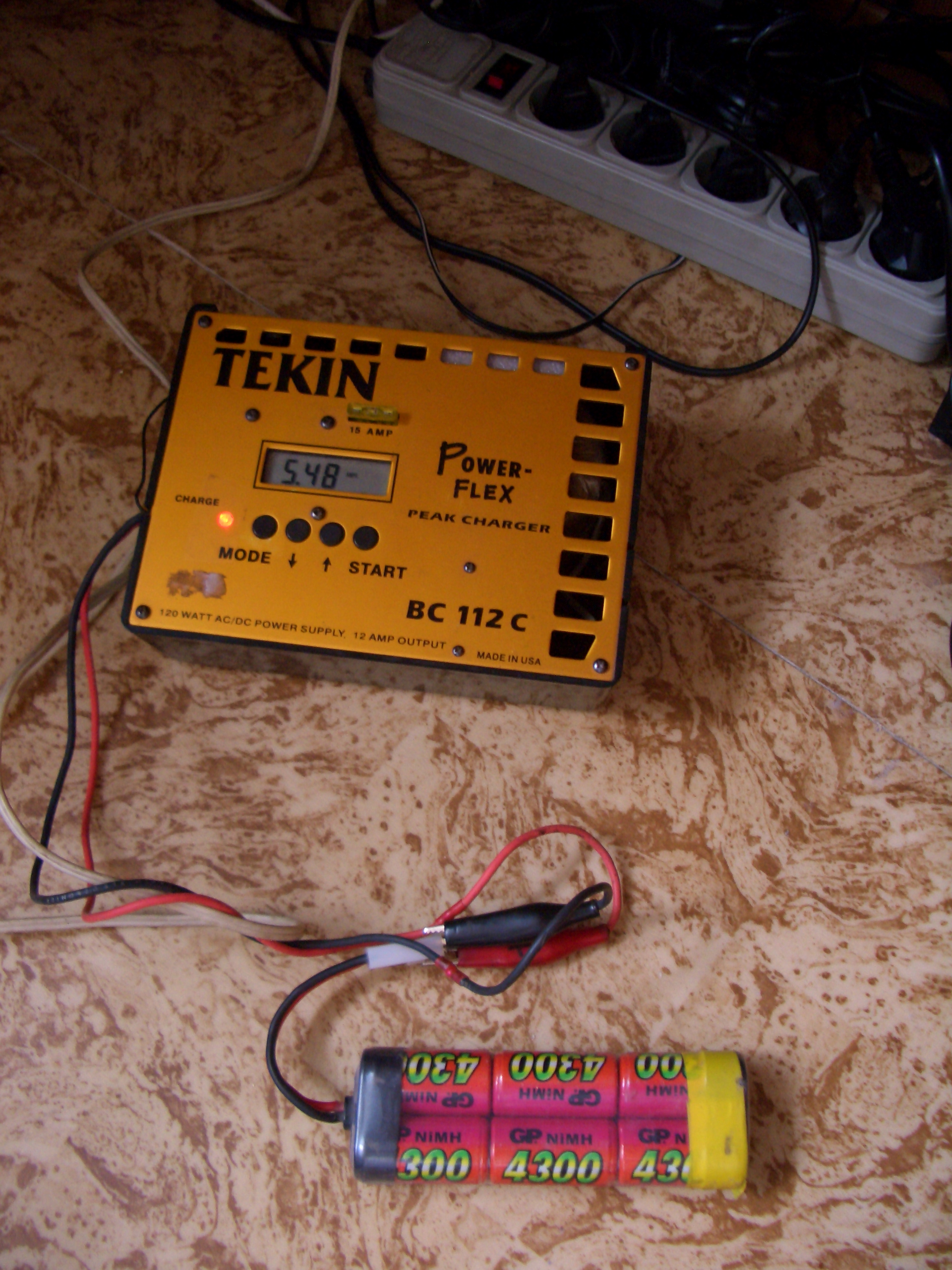
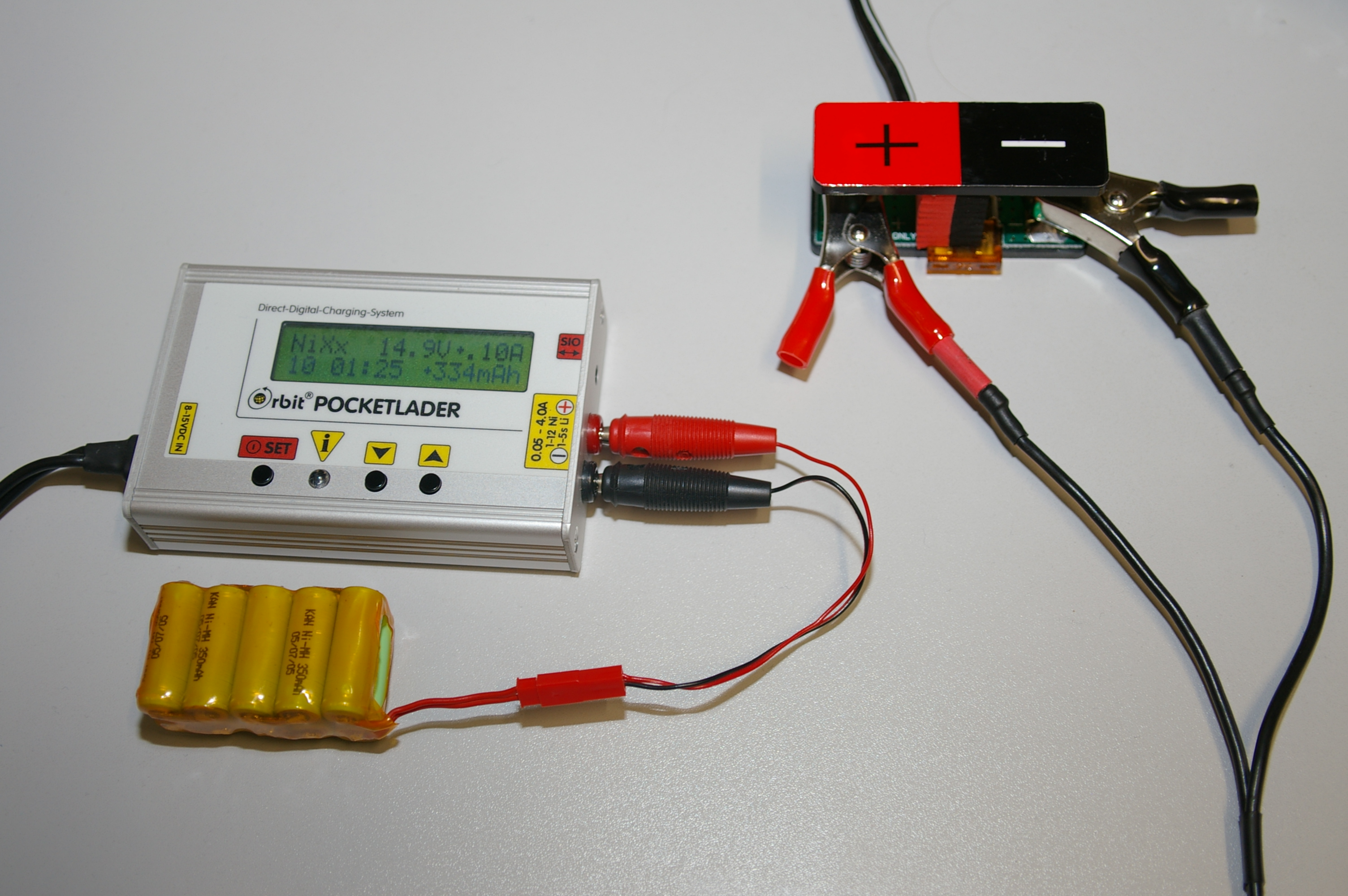
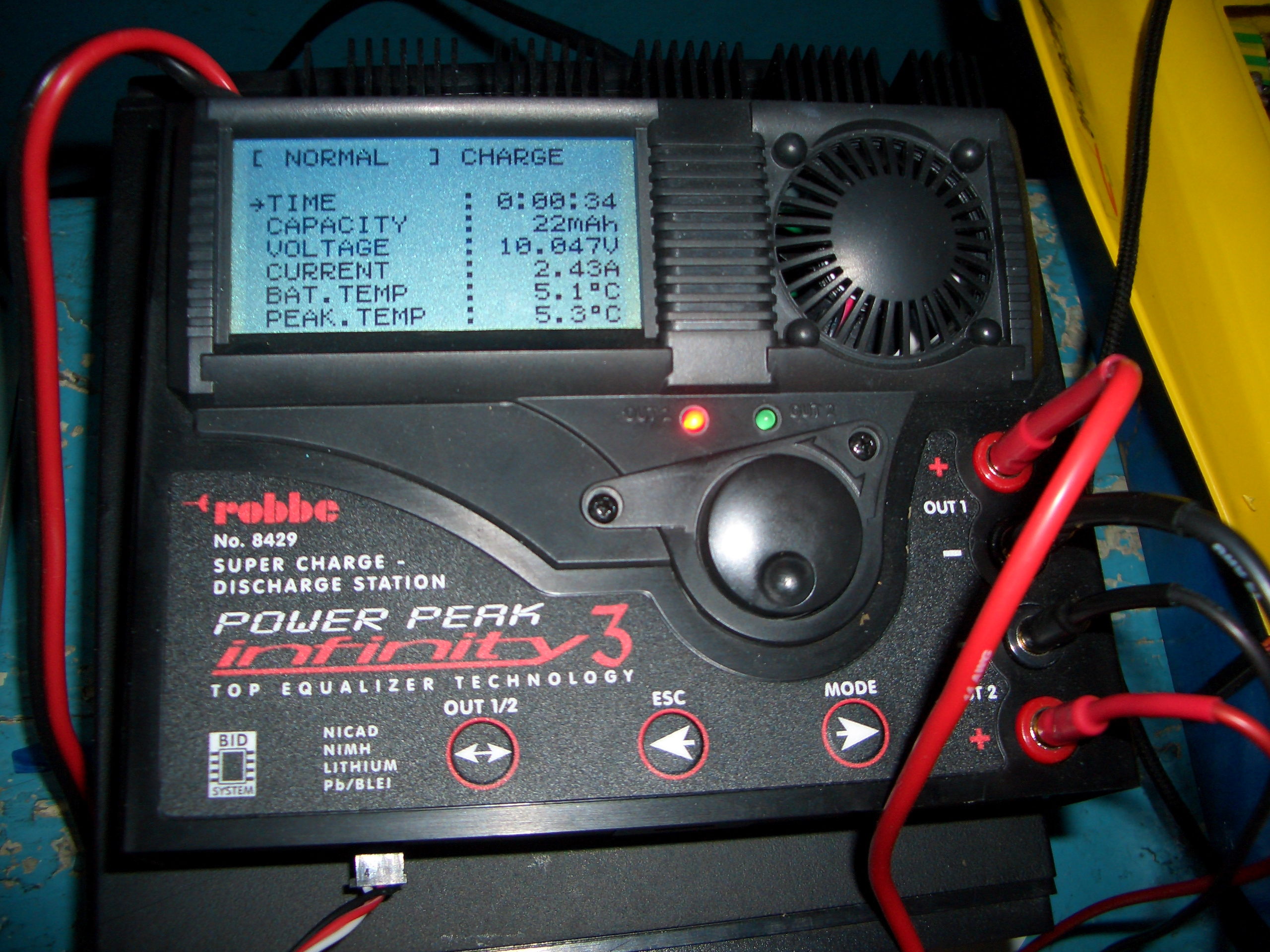
充電機能も放電機能もついていて、液晶画面つきで、一本一本の電池の充電容量などの分析ができる装置。
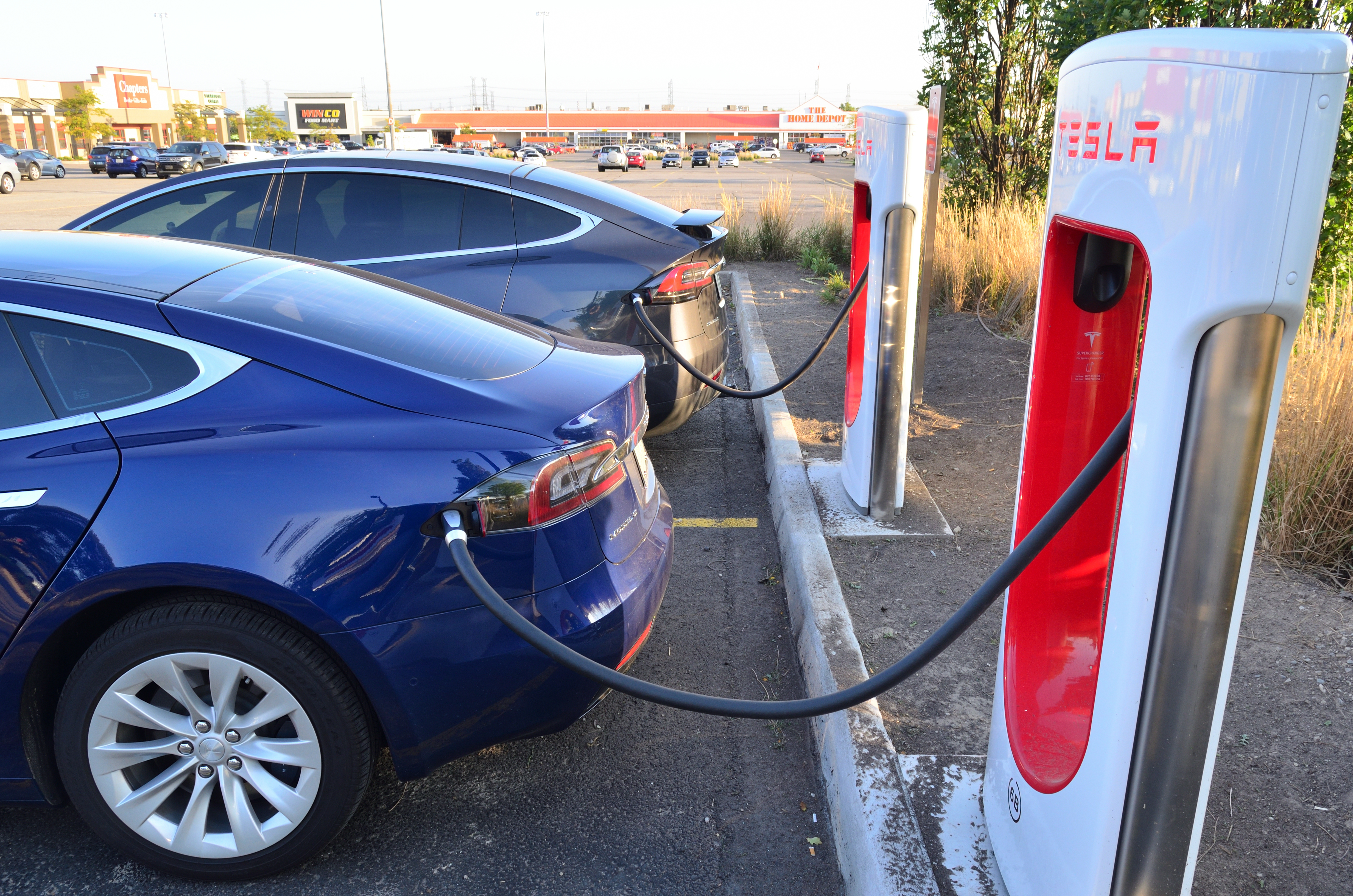
電気自動車（EV）の充電器